# Клермон ан Женвоа
Клермон ан Женвоа (фр. Clermont en Genevois) насеље је и општина у источној Француској у региону Рона-Алпи, у департману Горња Савоја која припада префектури Сен Жилијен ан Женвоа.
По подацима из 2011. године у општини је живело 417 становника, а густина насељености је износила 59,74 становника/km². Општина се простире на површини од 6,98 km². Налази се на средњој надморској висини од 640 метара (максималној 699 m, а минималној 500 m).

## Демографија
| 1962. | 1968. | 1975. | 1982. | 1990. | 1999. | 2011. |
| ----- | ----- | ----- | ----- | ----- | ----- | ----- |
| 228   | 234   | 211   | 223   | 244   | 331   | 417   |

График промене броја становника у току последњих година